# إصبع قدم مورتون
إصبع قدم مورتون هو حالة قصر مشط القدم الأول بالمقارنة مع مشط القدم الثاني. وهو نوع من قصر المشط.
تختلف عظام المشط خلف أصابع القدم في الطول النسبي. بالنسبة لمعظم القدم، يمكن تتبع منحنى ناعم عبر المفاصل عند قواعد أصابع القدم. لكن في قدم مورتون، يجب أن ينحني الخط بشكل أكثر حدة لاختراق قاعدة إصبع القدم الكبير، كما هو موضح في الرسم البياني. وذلك لأن المشط الأول، وراء إصبع القدم الكبير، قصير مقارنة بالمشط الثاني الذي يجاوره. المشط الثاني الأطول يضع المفصل عند قاعدة إصبع القدم الثاني (المشط السلامي الثاني، أو MTP، المفصل) أكثر إلي الأمام.
إذا كان إصبع القدم الكبير والأصبع الثاني لهما نفس الطول (كما تم قياسه من مفصل MPT إلى الطرف، مع عظام الأصابع والسلامي فقط)، فسوف يبرز إصبع القدم الثاني أبعد إلي الأمام من الإصبع الكبير، كما هو موضح في الصورة. إذا كان إصبع القدم الثاني أقصر من إصبع القدم الكبير، فقد يظل إصبع القدم الكبير الأكثر بروزة إلى أبعد مسافة، أو قد يكون هناك اختلاف بسيط، كما هو ظاهر في الأشعة السينية.

## الأعراض

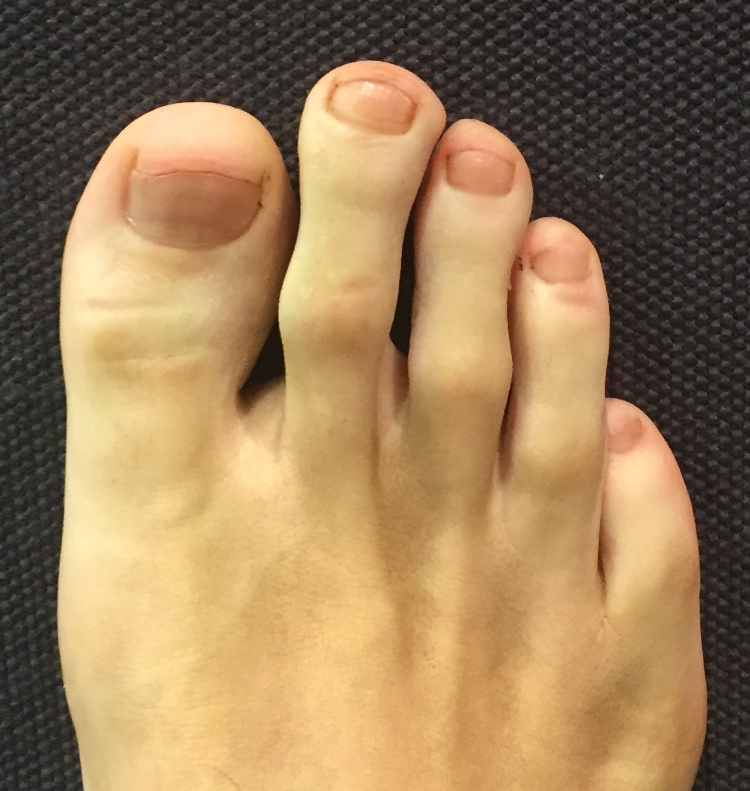
في بعض الأشخاص الذين يعانون من إصبع قدم مورتون، يظهر إصبع القدم الثاني أطول من إصبع القدم الكبير.

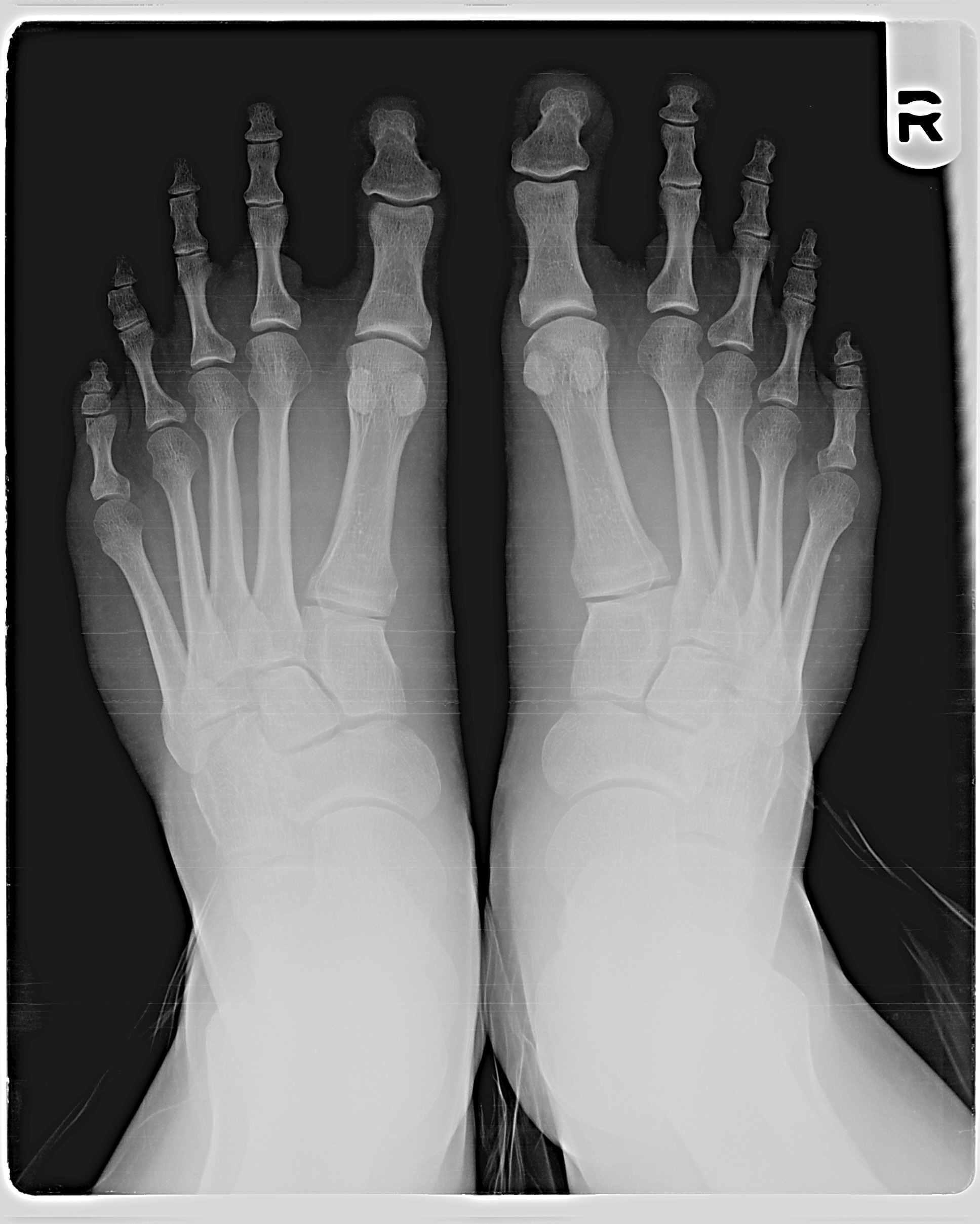
صورة بالأشعة السينية للأقدام تظهر إصبع قدم مورتون.

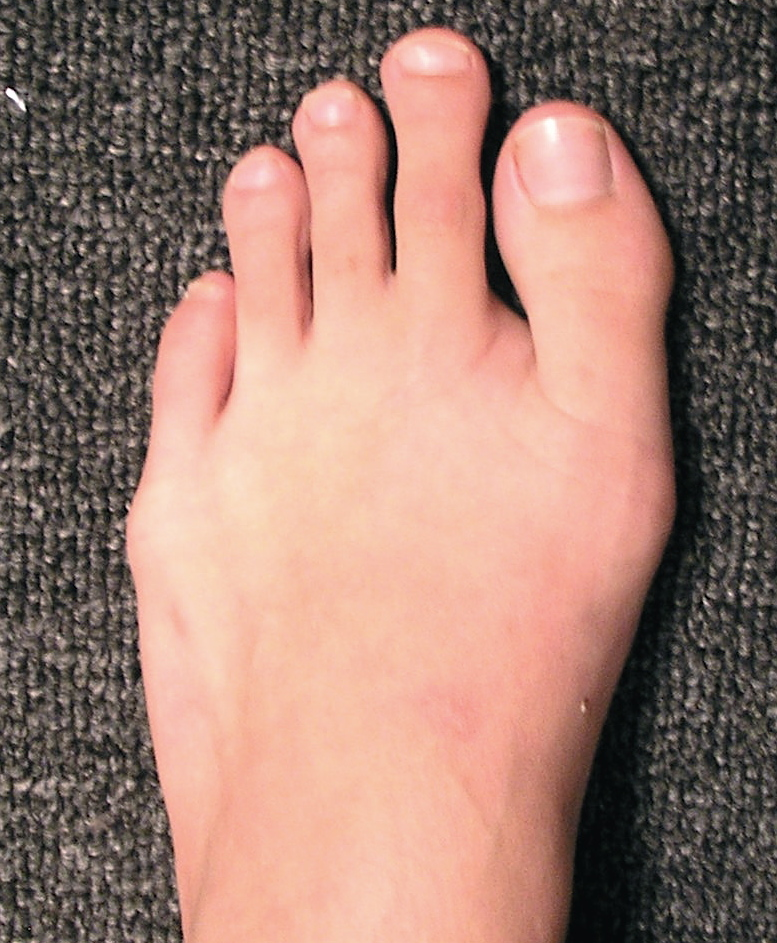
في بعض الأحيان، يمكن أن يكون إصبع قدم مورتون حاد بدرجة كافية بحيث يظهر إصبع القدم الثالث أطول من الأول.

أكثر الأعراض شيوعًا بسبب إصبع قدم مورتون هي الإلتهاب و / أو الانزعاج في مقدمة القدم عند قاعدة إصبع القدم الثاني. عادةً ما يتحمل رأس المشط الأول غالبية وزن جسم الشخص أثناء المراحل الدافعة للمشية، ولكن نظرًا لأن رأس مشط القدم الثاني هو الأبعد للأمام، يتم نقل القوة إلي هناك. قد يكون الألم أيضًا محسوسًا في قوس القدم عند الطرف الأول والثاني من مشط القدم.
في الثقافات التي ترتدي الأحذية، يمكن أن يكون إصبع مورتون مشكلة. على سبيل المثال، قد يؤدي ارتداء الأحذية ذات بناء جانبي لا يستوعب إصبع القدم الطويل إلى ألم في القدم. لم تجد دراسة صغيرة اقامت علي 80 شخصًا  أي فرق كبير ذي دلالة إحصائية في طول إصبع القدم الثاني بين الأشخاص الذين يعانون أو لا يعانون من الأظافر الناشبة، ولكن الأحذية الضيقة وغير المناسبة بشكل عام تزيد من خطر ظهور أظافر إصبع القدم الناشبة،  والأحذية غالبا ما تكون ضيقة جدا على أصابع القدم. يمكن أن يسبب الجزء الأمامي من الأحذية الضيقة أيضا أصابع القدم المطرقية.

### حالات مرتبطة
من بين المشاكل المرتبطة بإصبع قدم مورتون هي توزيع الوزن الذي يتسبب في عرض الجزء الأمامي من القدم مع تحول الوزن من إصبع القدم الأقصر الأول إلي الأصابع الأخري. غالبًا ما تتسبب الأحذية العادية في ألم المشط والأورام العصبية لأن الحذاء يدفع أصابع القدم معًا كما هو الحال في ورم مورتون العصبي. يُنصح بارتداء الأحذية الواسعة.

## العلاج
الاختلافات التشريحية في القدم بدون أعراض عموما لا تحتاج إلى علاج.
قد يتضمن العلاج الخفيف لألم القدم بإصبع قدم مورتون التمرينات  أو وضع وسادة مرنة تحت إصبع القدم الأول والمشط؛  نسخة مبكرة من العلاج الثاني سُجِلَت كبراءة اختراع لـ دادلي جوي مورتون. استعادة إصبع قدم مورتون لأداء وظائفه طبيعية مع استقبال الحس العميق وتقويم العظام يمكن أن يساعد على التخفيف من مشاكل عديدة في القدمين مثل ألم المشط، أصابع القدم المطرقية، الأورام الملتهبة، ورم مورتون، التهاب اللفافة الأخمصية والتعب العام للقدم. في بعض الحالات التي يوجد بها ألم مُعيق تُعالج القدم جراحياٌ.

## الانتشار
إصبع قدم مورتون هو مغاير نادر لشكل القدم. يختلف معدل انتشاره المسجل في المجموعات السكانية المختلفة، مع تقديرات تتراوح من 2.95 ٪ إلى 22 ٪.

## علم الكلام
الاسم مشتق من جراح العظام الأمريكي دودلي جوي مورتون (1884 – 1960)،  الذي وصف المرض في الأصل كجزء من ثالوث مورتون (المعروف أيضًا باسم متلازمة مورتون أو متلازمة قدم مورتون): عظام المشط الأول القصيرة الخلقية، شريحة مشطية أولية مفرطة الحدة، والثفن تحت المشطتين الثاني والثالث.
نشأت حيرة بسبب استخدام «قدم مورتون» لحالة مختلفة، وهي ورم مورتون، والذي يؤثر على المسافة بين العظام وسميت باسم توماس جورج مورتون (1835-1903).

## العلاقات الثقافية
يرتبط إصبع قدم مورتون، وخاصة الحالات التي يكون بها الإصبع الثاني هو الأطول، ارتباطًا طويلًا بالتفسيرات الأنثروبولوجية والإثنية. سمي مورتون ذلك متأسل الأمشاط، معتبرًا إياها تأسل رجعي لأصابع القدم المصممة للتشبث ما قبل الإنسان. في التماثيل وتركيب الأحذية، تم تسمية إصبع القدم الثاني الأكثر بروزًا بالقدم اليونانية (على عكس القدم المصرية حيث تكون إصبع القدم الكبير أطول). لقد كان نموذجًا مثاليًا في النحت اليوناني، واستمر هذا كمعيار جمالي خلال الفترات الرومانية وعصر النهضة ولاحقًا (تمثال الحرية له أصابع مع هذا النوع من التناسق). هناك أيضا علاقات وجدت داخل مجموعات الكلت. يُطلق عليها الفرنسيين اسم "pied grec" (كما يسميها الإيطاليون "piede greco")، لكن يطلقون عليها أحيانا pied ancestral أو pied de Néanderthal.